# Vestby
Vestby kommune ligger i regionen Follo i den sydlige del af Akershus fylke i Norge. Den grænser til Moss, Hobøl og Våler kommune i Østfold og Ås og Frogn kommune i Akershus. Vigtigste byer er Vestby, Son, Hølen, Hvitsten og Garder. 
Den var en del af  Viken fylke som blev etableret 1. januar 2020, men opløst fra 1. januar 2024.
Europavej 6 går gennem kommunen og Østfoldbanen har stationer i Vestby og ved Son.
Hølen blev indlemmet i kommunen i 1943. Denne vedtagelse blev bekræftet efter anden verdenskrigs afslutning, selv om sådanne forndringer i krigsårene som udgangspunkt var ugyldige. Son blev indlemmet i 1965. Ved en folkeafstemning forud for kommunesammenlægningen var der et meget stort flertal mod sammenlægning blandt indbyggerne i Son, men dette blev ikke taget til følge.
Vestbys kommunevåben viser tre guldfarvede kors på rød baggrund. Disse repræsenterer de tre kirker i kommunen: Vestby, Såner og Garder.

## Byer i Vestby kommune
- Hølen
- Son
- Vestby
- Hvitsten
- Pepperstad
- Garder
- Randem